# Luísa Adelaide de Orleães
Luísa Adelaide de Orleães (em francês: Marie Louise Adélaïde d'Orléans; 13 de agosto de 1698 – 10 de fevereiro de 1743) foi a terceira filha de Filipe II, Duque de Orleães e Francisca Maria de Bourbon, uma filha legitimada de Luís XIV de França e sua amante, Madame de Montespan. Ela foi Abadessa de Chelles.